# المقبرة الملكية لإخناتون
المقبرة الملكية لإخناتون أو مقبرة 55 هي مقبرة عثر عليه في العمارنة، ووجدت فيها مومياء تلبس الحلي الذهبية. وبعد بحوث واختبارات لمعرفة صاحب المومياء إتضح أنها مومياء الفرعون إخناتون (1350 قبل الميلاد).

## تصميمها
يتكون مدخل المقبرة من عشرين سلم إلى أسفل تؤدي إلى مدخل دهليز طويل. وتوجد في منتصف هذا الدهليز ممر يودي إلى عدة حجرات متتالية صغيرة محفورة في الجبل غير كاملة، يرجح أنها كانت ل نفرتيتي. يستمر الدهليز مائلا قليلا إلى اسفل وتوجد على يمينه حجرة ثانية تتفرع منها حجرتين.
ثم يهبط الدهليز عدة سلالم إلى حجرة أمامية ومنها إلى حجرة الدفن ذات عمودين، حيث عثر على النواس الجرانيتي لإخناتون في حفرة غير عميقة في الحجرة. الحجرة مزينة الجدران بمشاهد تبين نفرتيتي في هيئة إلهية للحماية، وكذلك صورة قرص الشمس الذي كان يمثل الإله آتون.

## زينتها

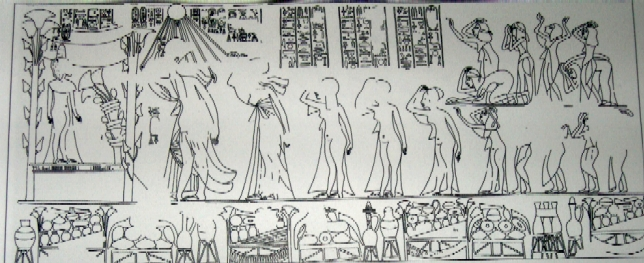
مشهد من المقبرة

تتكون المقبرة من ثلاث حجرات (سماها علماء الآثار بالحروف الهجائية الأولى الإغريقية: ألفا، بيتا، وجاما). ويعتقد أن الغرفة الثانية كانت لمومياء مكيت أتن، الابنة الثانية ل إخناتون. وكانت الحجرتان ألفا وجاما مزينتين بمشاهد على الحوائط متماثلة تقريبا: فنجد في الحجرة ألفا إخناتون ونفرتيتي مصوران وهما يميلان على جسد امرأة يبكيان وينعيان، محتضنان بعضهما البعض في حالة عزاء. وتقف إلى جوارهما كاهنة تحمل طفلا وخلفها يقف حاملو مراوح من ريش النعام؛ مما يوضح الانتساب الملكي للطفل. واما الأسماء التي كانت مكتوبة بالهيروغليفية فكانت مكشوطة بحيث لا يمكن قراءتها.
في الحجرة الثالثة (جاما) وجد مشهد مثيل، مع الفارق أن الكتابة الهيروغليفية فيها تذكر المرأة المتوفاة بأنها مكيت آتن. وعلى لوحة أخرى في نفس الحجرة صورة مكيت آتن واقفة تحت سرادق يعبر عن بعث الأميرة بعد الممات. ويصطف أمامها إخناتون ونفرتيتي وبناتهم الثلاثة الباقيات: مريت آتن، و «عنخ زنب أتن»، و «نفر نفرو آتن».
كثير من نقوش مقبرة إخناتون قد أفسدتها مياه فيضان النيل.

## إعادة الدفن

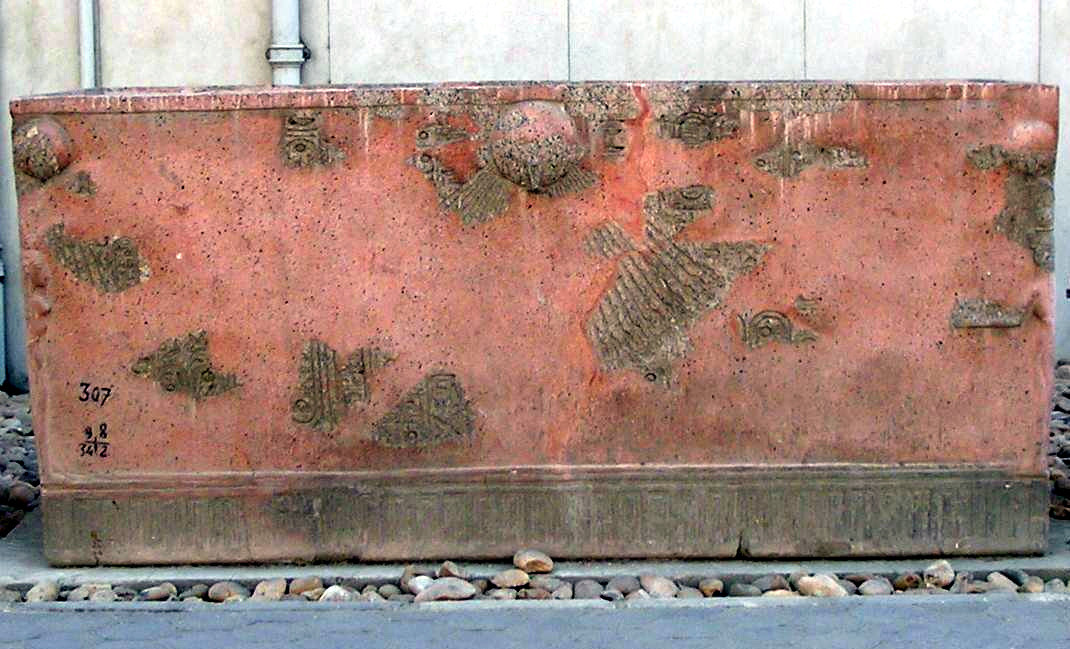
الناووس بعد ترميمه

من المحتمل أن مومياء إخناتون قد أخذت من تلك المقبرة لإعادة دفنها بعد عودة العاصمة إلى طيبة، وتم دفنها في أحد مقابر وادي الملوك (طيبة غرب). كان ناووس إخناتون قد دمر أثناء ثورة كهنة أمون، لكن أعيد ترميمه حديثا ويزين الآن حديقة المتحف المصري بالقاهرة.

## الحفريات
قام الباحث الإيطالي «أليساندرو بارزانتي» بالتنقيب عن مقبر إخناتون خلال العامين 1893/1894.

## استخدمات لاحقة للمقبرة
خلال عام 1923 استخدم هاري بيرتون المقبرة كمعمل تحميض للصور الفوتوغرافية المستخدمة في توثيق حملة هوارد كارتر للكشف عن مقبرة توت عنخ أمون.

## اقرأ أيضا
- مقبرة 55
- مقبرة توت عنخ أمون

‌